# Comuna Periș, Ilfov
Periș (în trecut, Cocioc) este o comună în județul Ilfov, Muntenia, România, formată din satele Bălteni, Buriaș și Periș (reședința).

## Așezare
Comuna se află în extremitatea nord-vestică a județului, la limitele cu județele Prahova și Dâmbovița, pe malul drept al râului Ialomița și pe ambele maluri ale râului Vlăsia. Prin comună trece șoseaua județeană DJ101B, care o leagă spre vest de Niculești și Butimanu (ambele în județul Dâmbovița; unde se termină în DN1A) și spre est de Snagov (unde se intersectează cu DN1), Gruiu, Nuci și mai departe în județul Ialomița de Rădulești, Maia și Adâncata. La Periș, din această șosea se ramifică șoseaua județeană DJ101A, care duce spre nord în județul Prahova la Șirna, Cocorăștii Colț și Filipeștii de Târg (unde se termină în DN72).
Prin comună trece și calea ferată București–Ploiești, pe care este deservită de stația Periș şi Scroviștea.

## Demografie
Componența etnică a comunei Periș
     Români (92,88%)
     Alte etnii (0,16%)
     Necunoscută (6,96%)
Componența confesională a comunei Periș
     Ortodocși (89,45%)
     Penticostali (1,3%)
     Alte religii (1,59%)
     Necunoscută (7,65%)
Conform recensământului efectuat în 2021, populația comunei Periș se ridică la 7.357 de locuitori, în scădere față de recensământul anterior din 2011, când fuseseră înregistrați 7.557 de locuitori. Majoritatea locuitorilor sunt români (92,88%), iar pentru 6,96% nu se cunoaște apartenența etnică. Din punct de vedere confesional, majoritatea locuitorilor sunt ortodocși (89,45%), cu o minoritate de penticostali (1,3%), iar pentru 7,65% nu se cunoaște apartenența confesională.

## Politică și administrație
Comuna Periș este administrată de un primar și un consiliu local compus din 15 consilieri. Primarul, Cristian Gheorghe[*], de la Partidul Național Liberal, este în funcție din 1 noiembrie 2024. Începând cu alegerile locale din 2024, consiliul local are următoarea componență pe partide politice:
|  | Partid                          | Consilieri | Componența Consiliului | Componența Consiliului | Componența Consiliului | Componența Consiliului | Componența Consiliului | Componența Consiliului |
|  | ------------------------------- | ---------- | ---------------------- | ---------------------- | ---------------------- | ---------------------- | ---------------------- | ---------------------- |
|  | Partidul Național Liberal       | 6          |                        |                        |                        |                        |                        |                        |
|  | Partidul Social Democrat        | 3          |                        |                        |                        |                        |                        |                        |
|  | Uniunea Salvați România         | 3          |                        |                        |                        |                        |                        |                        |
|  | Alianța pentru Unirea Românilor | 2          |                        |                        |                        |                        |                        |                        |
|  | Partidul România Noastră        | 1          |                        |                        |                        |                        |                        |                        |

## Istorie
La sfârșitul secolului al XIX-lea, comuna purta numele de Cocioc, făcea parte din plasa Snagov a județului Ilfov și era formată din satele Bălteni, Brătulești, Cocioc, Periș, Piscu, Piscu-Hereasca și Văleni-Buriașu, totalizând 2447 de locuitori ce trăiau în 612 case și 5 bordeie. Proprietățile funciare ale comunei aparțineau în principal Domeniilor Coroanei. În comună funcționau o povarnă, o moară de apă, o școală mixtă și trei biserici — la Bălteni, Cocioc și Piscu. În 1925, comuna era arondată plășii Buftea-Bucoveni a aceluiași județ, fiind formată din satele Bălteni, Brătulești, Cocioc, Periș, Piscu, Văleni și Buriași, cu 5380 de locuitori în total.
În 1950, comuna Cocioc a fost inclusă în raionul Căciulați și apoi (după 1960) în raionul Răcari al regiunii București. În 1968, a redevenit parte din județul Ilfov, cu această ocazie comuna fiind reorganizată. Astfel, satele Pârlita, Cocioc și Brătulești au fost comasate și incluse în satul Periș, care a devenit reședința comunei și a dat și numele acesteia. În 1981, comuna Periș a fost transferată la Sectorul Agricol Ilfov, o entitate aflată în subordinea municipiului București și devenită în 1997 județul Ilfov.

## Monumente istorice

### Biserica Sfântul Nicolae
Biserica " Sf. Nicolae" a fostului schit Bălteni (4).jpg
În comuna Periș se află biserica „Sfântul Nicolae” a fostului schit Bălteni, datând din 1626, aflată în satul Bălteni și clasificată ca monument istoric de arhitectură de interes național.

### Palatul Scroviștea
Regele Carol I a trimis câțiva specialiști pentru determinarea calității aerului prin toată țara. În urma studiilor a fost întocmită o hartă, iar regele a hotărât să construiască reședinte în trei dintre ele, practic în cele mai curate 3 localități. Și asa au fost construite palatele de la Sinaia, Scroviștea și Savârșin (ordinea este dată de gradul de curățenie a aerului).
Pentru o perioadă de timp, palatul a aparținut casei regale și a fost locuit de membrii dinastiei de Hohenzollern. Acest fapt a făcut ca numele palatului să fie legat de istoria țării. În prezent, palatul face parte din patrimoniul de protocol al României fiind deschis, pentru o perioadă de timp, turiștilor interesați să admire arhitectura deosebită, dar și fantastica opulență în care trăia familia Ceaușescu în Palatul Scroviștea.

### Alte opt monumente
În rest, opt obiective din comună sunt incluse în lista monumentelor istorice din județul Ilfov ca monumente de interes local. Șapte dintre ele sunt situri arheologice — două la Bălteni, unul la Buriaș-Ciocănari, două la Cocioc și unul la Periș. Al optulea este monumentul eroilor din Primul Război Mondial, aflat în fața gării din satul Periș, obiectiv clasificat ca monument de for public.

## Personalități născute aici
- Ovidiu Ioanițoaia (n. 1945), jurnalist sportiv.